# City Tattersalls Club

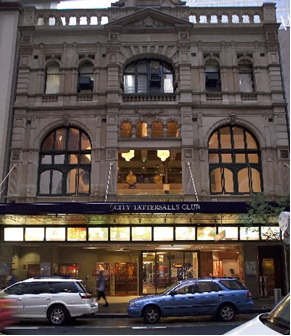
Vorderansicht des City Tattersalls Clubs

Der City Tattersalls Club ist ein 1895 gegründeter Gentlemen’s Club in der Innenstadt der australischen Metropole Sydney. Der Club entstand aus dem Tattersalls Club und wurde von einer Gruppe von 20 Buchmachern gegründet. Er war in seinen Anfängen als Treffpunkt für Buchmacher gedacht, ab etwa 1930 entwickelte sich der Club zu einem Treffpunkt für Männer, erst ab 1963 konnten auch Frauen Mitglied werden. Im 20. Jahrhundert war der Club Sponsor und Austragungsort mehrerer sportlicher Ereignisse, heutzutage wird er verstärkt für öffentliche Veranstaltungen genutzt.
Der City Tattersalls Club befindet sich in der 194–204 Pitt Street.

## Einrichtungen und Zweck
Der traditionsreiche Club folgt dem Vorbild zahlreicher britischer Gentlemen’s Clubs; er dient dementsprechend vor allem der gemeinsamen Freizeitgestaltung seiner Mitglieder, die anfänglich vor allem aus der Oberschicht stammten und sich inzwischen zunehmend auch aus der oberen Mittelschicht rekrutieren. Die Mitglieder des City Tattersalls Club eint vor allem die Vorliebe für gemeinsame sportliche Aktivitäten, auch Glücksspiel und Sportwetten sowie die Erholung, Entspannung und Unterhaltung. Durch die Zahl der Mitglieder und deren Stellung kommt dem Club von jeher auch gesellschaftliche Bedeutung in Sydney mit seinem Umland zu, die durch verschiedene Veranstaltungen in den Clubräumen auch öffentlichkeitswirksam ist.
Der Club verfügt über mehrere exklusive und teils prämierte Restaurants und Bars. Für die Mitglieder stehen Fitnesscenter für Männer und Frauen zur Verfügung, außerdem ist der Club Besitzer einer Skilodge im Perisher Valley.
Ursprünglich war der Club vorrangig für Buchmacher und Spieler gegründet worden, die Wetten auf Pferderennen abschlossen.

## Geschichte
Bereits seit den späten 1850er-Jahren gab es in Sydney einen ersten Tattersalls Club. Dieser war zusammen mit dem Australian Jockey Club an der Errichtung des Randwick Racecourse beteiligt und veranstaltete im August 1878 sein erstes Pferderennen.
Der City Tattersalls Club wurde 1895 von einer Gruppe von 20 Buchmachern gegründet, die über eine Gerichtsentscheidung zu einem Rennen in Kensington verärgert waren. Es ging um einen Einspruch, der um das Mitwiegen der Peitsche eines Jockeys entstand. Das Gericht entschied, dass das Pferd disqualifiziert wird, und die Buchmacher mussten nun das Geld auf einen Favoriten auszahlen. Verärgert darüber verließen sie den Tattersalls Club, der heute an der Elizabeth Street in Sydney zu Hause ist, und gründeten den City Tattersalls Club.
Der City Tattersalls Club hat eine 1912 durch das Parlament von New South Wales bestätigte Satzung. Der Club wird geleitet durch ein Ehrenkomitee mit einem Vorsitzenden, einem stellvertretenden Vorsitzenden und sieben weiteren Mitgliedern. Das Komitee entscheidet, wer ein Mitglied wird und überwacht das Executive Management, um die Interessen der Mitglieder zu schützen. Das Management wird von vier Executive Managers geführt, die für die Leitung des Clubs zuständig sind.
Seit dem Jahr 1963 ist es Frauen erlaubt, Mitglied im Club werden.
Im Dezember 1992 wurde vom Club das Restaurant Silks Bar and Grill eingerichtet. In den 1990er-Jahren wurden in Sydney Bürohäuser und Einkaufsmeilen errichtet und der City Tattersalls Club war in die Jahre gekommen, da er exklusiv war und man einen strikten Dress Code hatte. Die Eröffnung der Bar war eine strategische Maßnahme des Clubs, um vom 5-Kilometer-Gesetz der Regierung von New South Wales zu profitieren. Dieses Gesetz besagt, dass Bewohner von außerhalb einer fünf Kilometer großen Umgebung sich einfach in den registrierten Club einschreiben lassen können. Diese erleichterte Form von Mitgliedschaft behält die Entscheidungsgewalt den klassischen Mitgliedern vor.

## Gebäude
Der City Tattersalls Club war zunächst im Graphic Arts-Haus und im Gebäude neben dem Adams Hotel, dem jetzigen Standort des Hilton Hotels.
Das zweite Zuhause des Clubs war in der Pitt Street 249 und wurde bis zum Umzug 1924 genutzt. Das Haus hat eine schmale Fassade und existiert noch heute.
1926 bezog der Club Erdgeschoss und Keller in seinem eigens errichteten sechsstöckigem Gebäude in der 198–200 Pitt Street.
In den 1950er-Jahren war im Dachgeschoss eine Filmproduktionsgesellschaft ansässig.
1960 kaufte der Club das benachbarte Gelände an der 196 Pitt Street dazu und ließ dort ein neues Gebäude bauen.
Das Gebäude mit den Hausnummern 202–204 in der Pitt Street war seit 1891 vom originalen Tattersalls Club genutzt worden, der mittlerweile in die Elizabeth Street umzog. Der City Tattersalls Club erwarb das damals hundert Jahre alte Haus 1975 zu einem Bruchteil seines Wertes. Es wurde mit nach heutigem Standard geringen Kosten gebaut; der Baustil interpretiert frei die Architektur der Renaissance mit eindrucksvollen pilasterartigen Brüstungen und großflächigen Verblendungen. Es wurde aus Bruchsteinmauerwerk mit Stein aus Pyrmont erbaut. Das Dach des Hauses krönte bis 2007 eine Pferdeskulptur, die aus einem einzelnen Steinblock gemeißelt wurde, der 5,7 m³ maß.
2007 wurde der Club mit dem Kauf des Gebäudes 194 Pitt Street zum größten Club der Innenstadt von Sydney.
Seit 2018 gibt es Pläne, die Gebäude 194 Pitt Street bis 200 Pitt Street ganz oder teilweise abzureißen und durch einen 168 m hohen Neubau zu ersetzen. Dieser würde einen erneuerten Club, ein Hotel und Appartements beherbergen.

## Sonstiges
Während des Ersten Weltkriegs stiftete der Club nahezu seinen gesamten Gewinn für australische Spendenfonds zur Unterstützung des Krieges, baute Unterkünfte für Kriegsversehrte und stellte in Krankenhäusern Betten für Verwundete zur Verfügung.
1927 sponserte der Club die traditionsreichen Kricketspiele zwischen Australien und England, bekannt als „The Ashes“.
1928 wurde Bert Hinkler zur Feier seines Alleinflugs von Großbritannien bis nach Australien in den Club eingeladen, 1930 wurden öffentliche Veranstaltungen mit der Weltumrunderin Amy Johnson veranstaltet.
Im City Tattersalls Club wurde 1970 eine Partie der Snookerweltmeisterschaft 1971 gespielt, der Australier Eddie Charlton besiegte den Waliser Gary Owen. Auch schon davor gab es im Club Snookertische, so zum Beispiel spielte der Neuseeländer Edward James O’Donoghue 1938 in einer Session sieben Century Breaks.
Am 23. Dezember 1974 starb der professionelle Billardspieler Norman Squire, als er an einem Snookertisch des City Tattersalls Clubs mit 65 Jahren während eines Wettspiels um 6000 Pfund einen Herzinfarkt erlitt.